# Un ver et contre tous
Pour plus de détails, voir Fiche technique et Distribution.
Un ver et contre tous ou Un chat trop bavard (A Fractured Leghorn) est un court métrage d'animation de la série Merrie Melodies réalisé par Robert McKimson qui met en scène Charlie le coq. Le court métrage a été diffusé pour la première fois le 16 septembre 1950.

## Fiche technique
- Réalisation : Robert McKimson
- Scénario : Warren Foster
- Production : Warner Bros. Cartoons
- Musique originale : Carl Stalling
- Montage : Treg Brown
- Format : 35 mm, ratio 1.37 :1, couleur Technicolor, mono
- Durée : 7 minutes
- Pays de production :  États-Unis
- Langue : anglais
- Genre : animation
- Distribution : 
  - 1950 : Warner Bros. Pictures cinéma
  - 2023 : Warner Home Video Blu-ray
- Date de sortie : 
  - États-Unis : 16 septembre 1950

## Distribution
- Charlie le coq
- VO par Mel Blanc (voix)